# José Ignacio Sánchez Galán
José Ignacio Sánchez Galán (Salamanca, 1950) è un imprenditore spagnolo, presidente di Iberdrola, un'azienda energetica multinazionale spagnola presente in decine di paesi in tutto il mondo con filiali come ScottishPower nel Regno Unito, Avangrid negli Stati Uniti e Neoenergia in Brasile, Iberdrola Australia e Iberdrola Mexico.

## Biografia e studi
Galán nasce nel 1950 a Salamanca, in Spagna. Da giovane si trasferisce a Madrid per studiare ingegneria industriale presso l'Escuela Técnica Superior de Ingenieros ICAI (Scuola Tecnica Superiore di Ingegneria), affiliata all'Università Pontificia Comillas.
Galán è anche laureato in Amministrazione e Direzione Aziendale presso la ICADE Business School e in Amministrazione e Direzione Aziendale e Commercio Estero presso la EOI Business School. Parla inglese, francese, italiano e portoghese, è sposato e ha quattro figli.

## Carriera professionale

### Anni iniziali
La carriera di Galán inizia nel 1972 presso la Sociedad Española del Acumulador Tudor, dove ha ricoperto vari ruoli esecutivi e ha supervisionato l'espansione internazionale dell'azienda.
All'inizio degli anni '90, Galán assume la direzione dell’azienda Industria de Turbopropulsores (ITP),fin dai suoi inizi. Tra il 1993 e il 1995 è stato presidente di Eurojet, un consorzio europeo , formato anche da Rolls-Royce, che ha sviluppato e prodotto i motori Eurojet 200 installati sull'Eurofighter. Successivamente ha ricoperto il ruolo di amministratore delegato di Airtel Móvil, una importante azienda di telecomunicazioni spagnola successivamente acquisita da Vodafone.

### Carriera in Iberdrola
Nel 2001 è stato nominato vicepresidente esecutivo e amministratore delegato di Iberdrola, con Íñigo de Oriol e Ybarra come presidente. Nel 2006 è stato designato presidente esecutivo di Iberdrola.
È invited professor presso l'Università di Strathclyde a Glasgow ed è stato docente presso la Scuola di Ingegneria Industriale dell'ICAI. Nel 2012 è stato nominato presidente del Consiglio Sociale dell'Università di Salamanca. È inoltre membro del Consiglio presidenziale del Massachusetts Institute of Technology (MIT) e fiduciario della Fondazione Universitaria Comillas-ICAI.
Ignacio Sánchez Galán ha presieduto il gruppo di compagnie elettriche del Forum economico mondiale (Davos), del quale fa parte, ed è membro dell’European Round Table of Industrialists e del gruppo che riunisce le principali società elettriche in Europa. È stato selezionato come uno dei cinque migliori CEO al mondo nel ranking 2019 dell'Harvard Business Review e riconosciuto come uno dei 10 CEO più influenti al mondo nella lotta al cambiamento climatico secondo Bloomberg.
Nel 2022, ha annunciato al Primo Ministro australiano, Anthony Albanese, un investimento di 3 miliardi di euro per il suo Paese. Il tutto attraverso Infigen, una società australiana acquisita da Iberdrola nel 2020. L'obiettivo era quello di fornire nuova capacità di energia rinnovabile, stoccaggio di batterie, progetti di idrogeno verde e investimenti nelle reti di trasmissione.
Nel 2023, Galan insegna il caso "Iberdrola, leading the energy revolution" alla Harvard Business School, sviluppato dal professor Juan Alcácer, James J. Hill Professor of Business Administration. Il caso analizza la strategia del gruppo, come il suo ruolo nell'idrogeno verde, sulla base della posizione assunta dal gruppo nelle energie rinnovabili, nelle reti e nello stoccaggio.
Nel 2023 è entrato a far parte del Global Leaders Council dell'organizzazione UNICEF Generation Unlimited.

## Altri incarichi

### Consigli aziendali
- JPMorgan Chase, Membro del Consiglio Internazionale (dal 2018).[17]

### Organizzazioni senza scopo di lucro.
- Forum economico mondiale (WEF), Presidente del settore dell'elettricità.
- Real Instituto Elcano de Estudios Internacionales y Estratégicos, membro del Consiglio di Amministrazione.
- European Round Table of Industrialists (ERT), Membro del Consiglio e del Comitato Direttivo.
- Coalición de Hidrógeno Renovable (RHC), Presidente.

## Premi e riconoscimenti
Galán ha ricevuto numerosi premi e riconoscimenti lungo la sua carriera. Nel 2011 ha ricevuto una laurea honoris causa dall'Università di Edimburgo e dall'Università di Salamanca, per la sua "dimostrata capacità di generare cambiamenti e di innovare, nonché per la sua visione del futuro", mentre nel 2013 ha ricevuto un dottorato honoris causa in scienze da parte dell’Università di Strathclyde a Glasgow. È anche membro di GlobalScot, una rete internazionale del governo scozzese composta da leader aziendali che sono particolarmente impegnati nello sviluppo economico della Scozia.
Nel corso della sua carriera ha ricevuto numerosi riconoscimenti: è stato incluso tra i 100 CEO del Brand Finance Brand Guardianship Index 2021, è stato definito miglior direttore esecutivo (CEO) nella categoria di servizi pubblici (per l'undicesima volta) secondo l'Institutional Investor Research Group 2011, nonché miglior CEO delle società europee di servizi pubblici e delle società spagnole quotate in borsa in termini di relazioni con gli investitori, secondo l'indagine Thomson Extel 2011.
Per tre anni consecutivi la rivista IR Magazine (2003-2005) lo ha nominato "Miglior CEO nelle relazioni con gli investitori". Il premio si basa sulle opinioni raccolte da analisti di mercato e gestori di fondi d'investimento. È stato anche nominato "Miglior CEO dell'anno" nel 2006 ai Platts Global Energy Awards.
Nel 2008 è stato nominato "Business Leader of the Year" dalla Camera di Commercio ispano-statunitense e nello stesso anno ha ricevuto il "Premio Internazionale di Economia" dalla Fondazione Cristóbal Gabarrón. È inoltre Console di Bilbao presso la Camera di Commercio della città e ha ricevuto la Medaglia d'Oro della Città di Salamanca nel 2013 e la Medaglia d'Oro della Provincia di Salamanca nel 2009.
Nel 2011 gli è stata conferita la distinzione Lagun Onari, concessa dal governo basco a personalità non basche, in virtù del suo contributo allo sviluppo dei Paesi Baschi.
Nel 2014 ha ricevuto il "Premio Capitalismo Responsabile" assegnato dal Gruppo First. Lo stesso anno la regina Elisabetta II del Regno Unito gli ha conferito l'onorificenza di "Commendatore dell'Eccellentissimo Ordine dell'Impero Britannico".
Nel dicembre 2016 Ignacio Galán ha ricevuto la Medaglia d'Onore dalla Real Academia Nacional de Medicina (RANM) dalle mani di Joaquín Poch, il suo presidente, che ha elogiato gli sforzi di Iberdrola a beneficio dello sviluppo tecnologico e della ricerca, nonché il suo contributo alla promozione dell'occupazione in Spagna.
Nel 2019 ha ricevuto il Premio Nazionale per l'Innovazione e il Design 2019, nella categoria “percorso innovativo”, assegnato dal Ministero della Scienza, dell'Innovazione e delle Università; ha anche ricevuto il Premio León di El Español per la miglior gestione aziendale 2019.
Nel 2020 ha vinto il Premio Alfonso de Salas come personalità economica dell'anno, assegnato dal giornale El Economista, il Premio alla Leadership manageriale dall'Associazione spagnola per la qualità (AEC), il Premio d'Onore del VII Premio al Miglior Dirigente di Castilla y León, conferito da Castilla y León Económica, e il Premio Forinvest 2020 per la carriera professionale e il Premio Nazionale per l'Innovazione e il Design per il percorso innovativo, conferito dal Ministero della Scienza, dell'Innovazione e delle Università.
Nel 2023 ha ricevuto la medaglia d'onore conferita dalla World Jurist Association e il Premio alla Leadership in ESG (Environmental, Social, and Governance) dalla Foreign Policy Association di New York. ed è stato nominato dal prestigioso magazine settimanale Time como uno dei leaders più importanti del mondo nella lotta contro il riscaldamento globale.